# Thomas Weibel (Politiker)

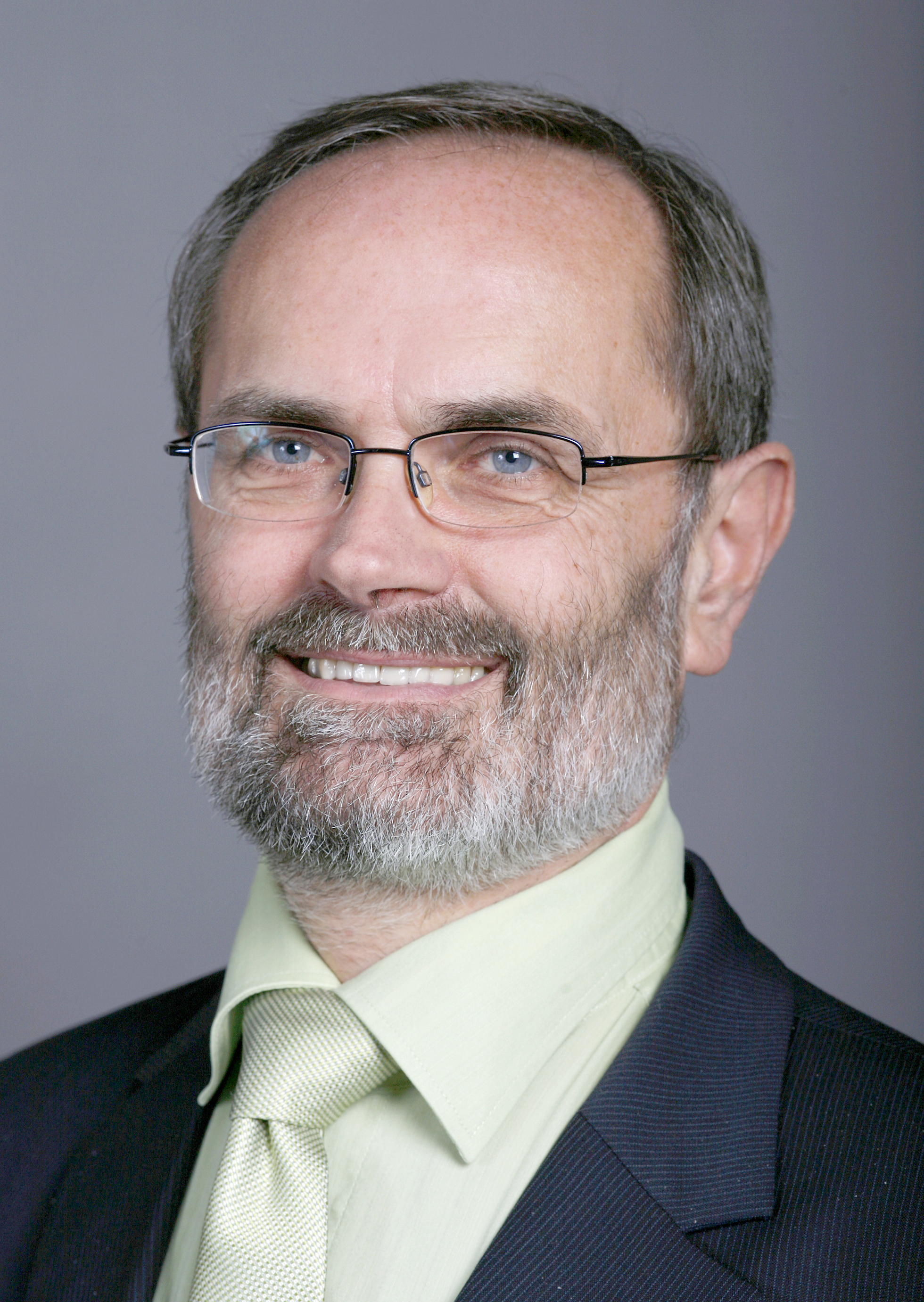
Thomas Weibel (2007)

Thomas Weibel (* 14. Juli 1954 in Horgen) ist ein Schweizer Politiker (Grünliberale). Er war von 2007 bis 2019 Nationalrat.

## Leben
Er ist Forstingenieur (ETH Zürich) und doziert an der Zürcher Hochschule für Angewandte Wissenschaften am Departement Life Sciences und Facility Management in Wädenswil.
Von 1998 bis 2005 war Weibel Präsident der Grünen in Horgen und von 2002 bis 2004 Co-Präsident der Bezirkspartei Horgen. Nach der Abspaltung der Grünliberalen von der Grünen Partei im Kanton Zürich ist er seit 2004 Präsident der Grünliberalen Partei im Bezirk Horgen. Von 2002 bis 2004 war er für die Grünen im Kantonsrat und seit 2004 für die Grünliberalen. Im Jahr 2007 war er Fraktionspräsident der Grünliberalen im Kantonsrat. Bei den Nationalratswahlen 2007 erreichte Weibel den ersten Ersatzplatz und konnte für die in den Ständerat gewählte Verena Diener nachrücken. Bei den Wahlen 2019 trat er nicht wieder an.